# Гней Сервілій Цепіон (військовий трибун)
Гней Сервілій Цепіон (лат. Gnaeus Servilius Caepion; 98 до н. е. — 67 до н. е.) — політичний та військовий діяч Римської республіки, військовий трибун 72 року до н. е.

## Життєпис
Походив з впливового патриціанського роду Сервіліїв, його гілки Цепіонів. Син Квінта Сервілія Цепіона, претора 91 року до н. е., та Лівії Друзи. Зведений брат Марка Порція Катона Молодшого, з яким підтримував доволі дружні відносини. Також підтримував товариські стосунки з Марком Цицероном.
У 72 році до н. е., під час війни зі Спартаком, служив військовим трибуном під орудою Авла Геллія. З початком великої війни Риму проти піратів увійшов до складу сухопутних загонів. Служив під орудою Гнея Помпея. У 67 році до н. е. на шляху до Азії захворів і незабаром помер у м. Ена. У своєму заповіті доручив опіку над своєю донькою братові Катону.

## Родина
- Сервілія, дружина Луція Ліцинія Лукулла, консула 74 року до н.е.